# 珍奇之物
《珍奇之物》（法語：La Plus Précieuse des marchandises）是2024年上映的法国动画电影，由米歇尔·阿扎纳维西于斯执导，米歇尔·阿扎纳维西于斯与让-克洛德·格鲁伯格共同编剧，改编自格鲁伯格2019年出版的同名小说。电影入选第77屆坎城影展主竞赛单元，争夺金棕榈奖，2024年5月24日首映。

## 剧情
电影聚焦于一位从納粹大屠殺中幸存的犹太女孩，她的父亲为了救她，将从开往奥斯维辛集中营的火车中扔出来，最终被一位樵夫和他的家人收养。

## 演员
- 尚-路易·特罕狄釀 饰 旁白
- 格莱高利·嘉德波瓦（英语：Grégory Gadebois） 饰 樵夫
- 德尼·波达利德斯（英语：Denis Podalydès） 饰 面容丑陋的男人
- 多明妮克·布蘭 饰 妻子

## 制作
导演米歇尔·阿扎纳维西于斯早在2019年就将本片提上日程，惟制片工作受COVID-19疫情影响推迟，阿扎纳维西于斯改用这段时间拍摄2022年上映的丧尸喜剧片《丧尸不要停》。
樵夫一角原本由傑哈·德巴狄厄配音，惟德巴狄厄后来被指控强奸及性侵犯罪，与导演协商后退出，由格莱高利·嘉德波瓦接下角色。
旁白尚-路易·特罕狄釀于2022年仙逝，本片是他生前的最后一部电影，片中的旁白是他生前录制的。

## 发行
电影入选第77屆坎城影展主竞赛单元，争夺金棕榈奖，2024年5月24日首映。
2024年4月，电影宣布成为2024年安纳西国际动画电影节开幕片。

## 反响

### 专业评价
根据評論匯總网站爛番茄汇总的10篇评论文章，60%的评论家给予该作正面评价，平均打分为6.3分（满分10分）
在Metacritic上，根據4位影評人給予57分（滿分100分），這部電影獲得了「評價褒貶不一或一般」。

### 奖项
| 大奖       | 颁奖日期      | 奖项     | 获得者                | 结果 | 参考   |
| ---------- | ------------- | -------- | --------------------- | ---- | ------ |
| 戛纳电影节 | 2024年5月24日 | 金棕榈奖 | 米歇尔·阿扎纳维西于斯 | 提名 | [ 12 ] |